# Euseius orygmus
Euseius orygmus är en spindeldjursart som först beskrevs av Edward A. Ueckermann och Loots 1988.  Euseius orygmus ingår i släktet Euseius och familjen Phytoseiidae. Inga underarter finns listade i Catalogue of Life.